# Nomura Holdings
Nomura Holdings, Inc. (野村ホールディングス株式会社) è una impresa giapponese finanziaria e membro principale del gruppo Nomura, fondata ad Osaka il 25 dicembre 1925.
Con i suoi broker, e con le sue sussidiarie di servizi finanziari e bancari, fornisce servizi finanziari di investimento per privati, clienti istituzionali e governativi. 

## Storia
La storia di Nomura iniziò il 25 dicembre 1925, quando Nomura Securities Co., Ltd. (NSC) fu fondata a Osaka, come spin-off del Dipartimento Titoli di Osaka Nomura Bank Co., Ltd (l'attuale Resona Bank). NSC inizialmente si è concentrata sul mercato obbligazionario. Prende il nome dal suo fondatore Tokushichi Nomura II, un ricco uomo d'affari e investitore giapponese. In precedenza aveva fondato la banca Osaka Nomura nel 1918, basata sul modello Mitsui zaibatsu con un capitale di 10 milioni di yen.  Come la maggior parte dei conglomerati giapponesi, o zaibatsu, le sue origini erano a Osaka, ma operava fuori Tokyo. NSC ottenne l'autorità di negoziare azioni nel 1938 e divenne pubblica nel 1961.
Nell'ottobre 2008 la società acquista l'unità di equity ed investimento di Lehman Brothers Holdings in Asia e in Europa e mantiene la maggior parte dei suoi impiegati. Nomura pagò 225 milioni di dollari per l'acquisto dell'unità asiatica. Nomura ha uffici in tutti il mondo, con sedi regionali a Hong Kong, Londra, New York e dava lavoro (in quegli anni) a oltre 27.000 persone.
Nel dicembre 2019, Nomura ha annunciato l'acquisizione di Greentech Capital Advisors, una banca di investimento statunitense del tipo boutique con obiettivi dichiarati di assistenza ai clienti attraverso tecnologie e infrastrutture sostenibili. La transazione si è conclusa alla fine di marzo 2020. Greentech è stata rinominata "Nomura Greentech" e fa parte del suo franchising Investment Banking negli Stati Uniti.